# Šumný
Šumný (historyczna nazwa niem. Urlen Lehne lub Blase Balg) – szczyt (góra) o wysokości 1075 m n.p.m. (podawana jest też wysokość 1073 m n.p.m.  lub 1073,0 m n.p.m.  ), w paśmie górskim Wysokiego Jesionika (cz. Hrubý Jeseník), w północno-wschodnich Czechach, w Sudetach Wschodnich, na Śląsku, w obrębie gminy Bělá pod Pradědem, oddalony o około 13,9 km na północny zachód od szczytu góry Pradziad (cz. Praděd). Rozległość góry (powierzchnia stoków) szacowana jest na około 3,1 km², a średnie nachylenie wszystkich stoków wynosi około 11°.

## Charakterystyka

### Lokalizacja
Góra Šumný położona jest w północnym rejonie całego pasma Wysokiego Jesionika, leżąca w części Wysokiego Jesionika, w północnym obszarze (mikroregionu) o nazwie Masyw Keprníka (cz. Keprnická hornatina), leżąca na ramieniu bocznym jego grzbietu głównego, biegnącego od przełęczy Červenohorské sedlo do przełęczy Ramzovskiej (cz. Ramzovské sedlo). Łukowaty grzbiet główny góry ciągnie się na kierunku północ – wschód od szczytu głównego do przełęczy ku szczytowi Spálená stráň . Z uwagi na swoje ukształtowanie, wysokość oraz niewielką wybitność (14 m) jest górą trudno rozpoznawalną, która w porównaniu ze znacznie wyższymi górami tego pasma, utrudnia jej identyfikację. Z przebiegającej blisko niej drogi nr 44 Jesionik (cz. Jeseník) – Šumperk jest niewidoczna. Z drogi okalającej połać szczytową góry Pradziad jest również praktycznie bardzo słabo widoczna i rozpoznawalna, wobec górujących szczytów takich jak: Keprník czy Žalostná (szczyt widoczny na prawo poniżej linii patrzenia na szczyt góry Žalostná), a z innego charakterystycznego punktu widokowego – z drogi okalającej szczyt góry Dlouhé stráně niewidoczna, bo jest przysłonięta górą Červená hora. W rozpoznaniu najlepiej posiłkować się dostępnymi mapami ułatwiającymi jej bliższą lokalizację.
Górę ograniczają: od północy i północnego wschodu dolina potoku o nazwie Javořický potok i część doliny potoku Mlýnský potok, od południowego wschodu przełęcz o wysokości 866 m n.p.m. w kierunku szczytu Spálená stráň, od południa dolina potoku o nazwie Keprnický potok oraz od południowego zachodu mało wybitna przełęcz o wysokości 1061 m n.p.m. w kierunku szczytu Šerák. W otoczeniu góry znajdują się następujące szczyty: od zachodu Šerák, od północnego zachodu Obří skály, Mramorový vrch–JZ, Mramorový vrch (dwa ostatnie szczyty leżą w paśmie Hanušovická vrchovina) i Strmý, od północnego wschodu Miroslav, Javořík, Javořík–SV, Nad hájenkou i Bezový, od wschodu Domašovský vrch, od południowego wschodu Farský kopec, Hříbkova hora, Břšť (dwa ostatnie szczyty leżą w paśmie Gór Opawskich (cz. Zlatohorská vrchovina)) i Točník, od południa Žalostná oraz od południowego zachodu Keprník.

### Stoki
W obrębie góry można wyróżnić pięć następujących zasadniczych stoków :
- północny
- północno-wschodni o nazwie Podstavec
- wschodnie o nazwach Šumarník, Pod hřebenem
- południowo-wschodni
- południowy

Występują tu wszystkie typy zalesienia: bór świerkowy, las mieszany oraz las liściasty, przy czym dominuje zalesienie gęstym borem świerkowym. Na wszystkich stokach poza borem świerkowym, występują wraz z obniżaniem wysokości obszary lasu mieszanego, a na wszystkich stokach oprócz południowego połacie lasu liściastego. Wszystkie stoki charakteryzują się znaczną zmiennością wysokości zalesienia, z występującymi znacznymi pasmowymi przecinkami, niewielkimi ogołoceniami i nieznacznymi polanami. Wzdłuż łukowatego grzbietu głównego góry, w pobliżu szczytu Spálená stráň występują liczne pojedyncze skaliska, a nieco poniżej na stokach wschodnim i południowo-wschodnim, przy płynącym potoku o nazwie Keprnický potok liczne grupy skalne. 
Stoki mają stosunkowo jednolite i zróżnicowane nachylenia. Średnie nachylenie stoków waha się bowiem od 7° (stok wschodni) do 17° (stok południowy). Średnie nachylenie wszystkich stoków góry (średnia ważona nachyleń stoków) wynosi około 11°. Maksymalne średnie nachylenie stoku wschodniego, na wysokościach około 1040 m n.p.m., blisko połaci szczytowej, na odcinku 50 m nie przekracza 40°. Stoki pokryte są siecią dróg oraz na ogół nieoznakowanych ścieżek i duktów. Przemierzając je zaleca się korzystanie ze szczegółowych map, z uwagi na zawiłości ich przebiegu, zalesienie oraz zorientowanie w terenie.

### Szczyt

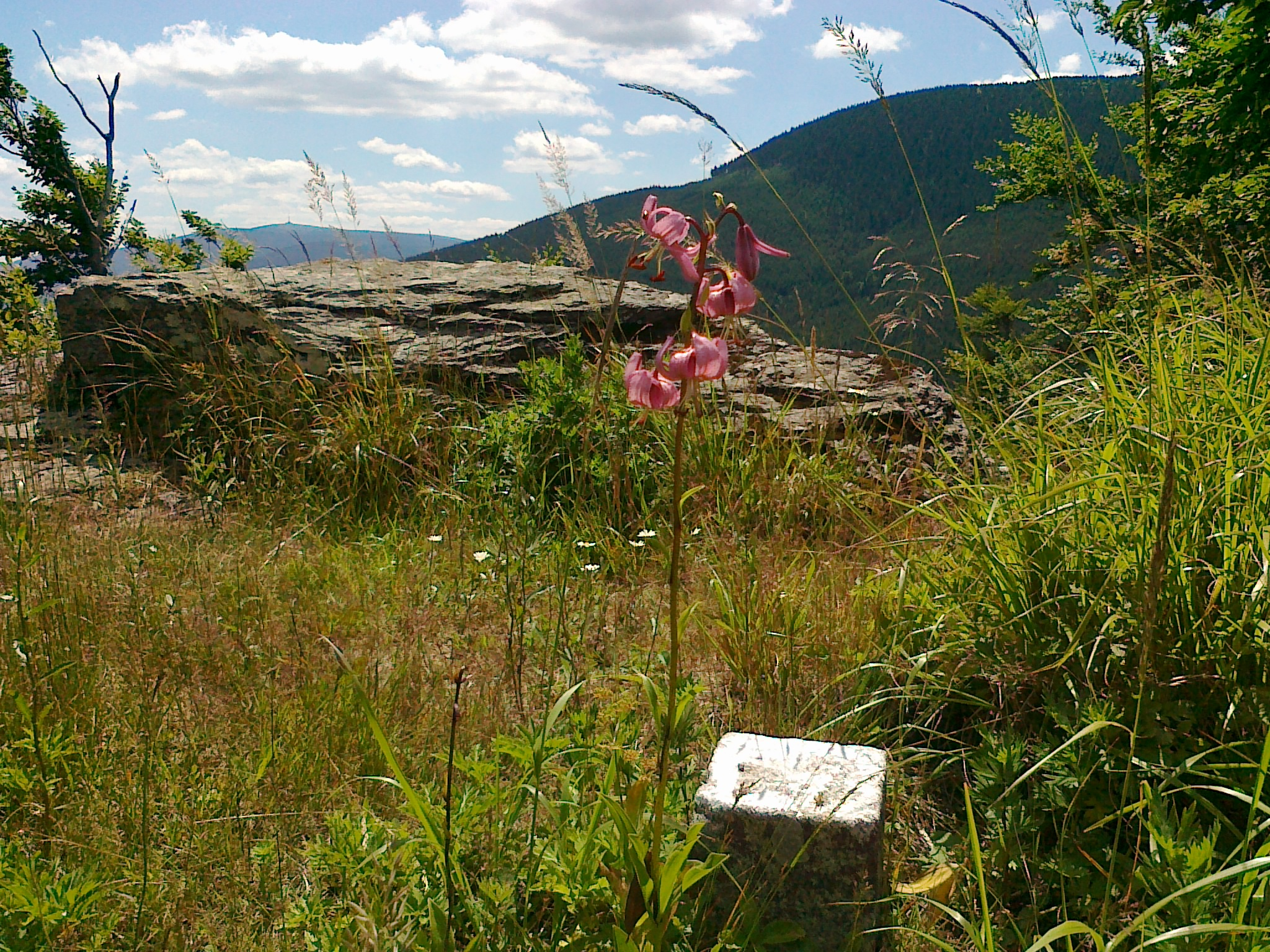
Punkt geodezyjny na połaci szczytowej góry Šumný, w dali po lewej widoczny szczyt góry Pradziad oraz po prawej stok góry Žalostná (2019 rok)

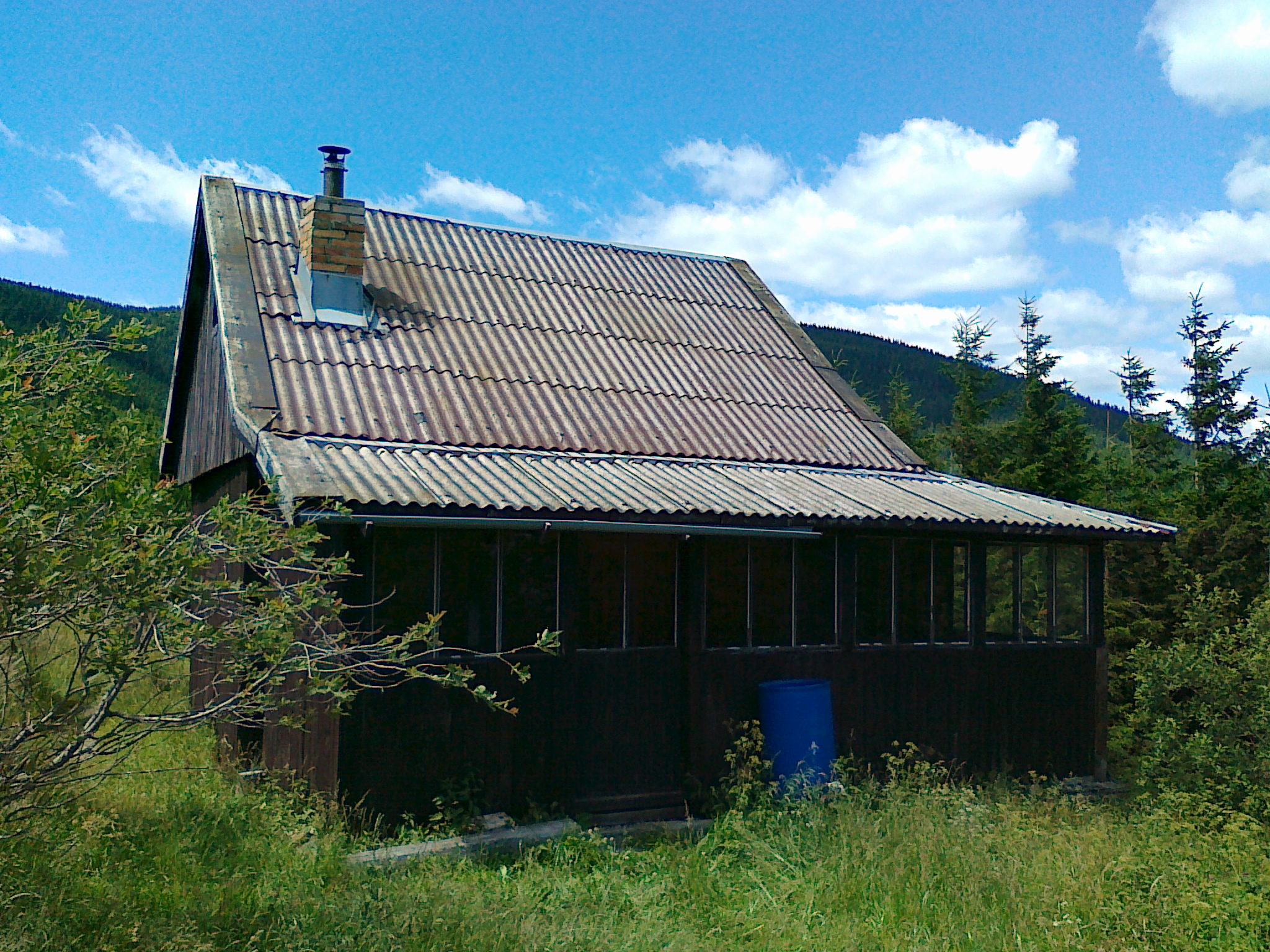
Chata Na Šumárníku (2019 rok)

Šumný jest górą o pojedynczym szczycie. Na szczyt nie prowadzi żaden znakowany szlak turystyczny. Szczyt znajduje się przy niewielkiej polanie na jednym ze skalisk grupy skalnej o przybliżonych wymiarach poziomych długość × szerokość = (90 × 15) m, otoczonej wokół przeważnie borem świerkowym, pokrytej trawą wysokogórską. Połać szczytowa jest punktem widokowym, z którego widoczna jest m.in. pobliska góra Žalostná oraz w dali m.in. wysmukła wieża na szczycie góry Pradziad. Na połaci szczytowej znajduje się punkt geodezyjny, oznaczony na mapach geodezyjnych numerem (18.), o wysokości 1072,87 m n.p.m. oraz współrzędnych geograficznych (50°11′21,11″N 17°07′44,21″E/50,189197 17,128947), przy którym nie ma stosownego słupka z tabliczką, oddalony o około 30 m na północny wschód od szczytu. Poruszając się po połaci szczytowej, należy zachować szczególną ostrożność z uwagi na znajdujące się tam strome skaliska i urwiska. Na połaci szczytowej położona jest chata o nazwie (cz. Na Šumárníku). Państwowy urząd geodezyjny o nazwie (cz. Český úřad zeměměřický a katastrální (CÚZK)) w Pradze podaje jako najwyższy punkt góry – szczyt – o wysokości 1075,2 m n.p.m. i współrzędnych geograficznych (50°11′20,5″N 17°07′43,0″E/50,189028 17,128611). 
Dojście do szczytu następuje z niebieskiego szlaku turystycznego  i czerwonego szlaku rowerowego , biegnącą ścieżką o długości około 200 m. Z powodu tego, że połać szczytowa znajduje się w obrębie rezerwatu przyrody Šumárník, dojście do szczytu z uwagi na ochronę cennego ekosystemu jest praktycznie zabronione, a ponadto służby leśne postawiły ogrodzenie oraz bariery znacznie utrudniające dotarcie na ten szczyt .

### Geologia
Pod względem geologicznym masyw góry Šumný należy do jednostki określanej jako kopuła Keprníka i zbudowany jest ze skał metamorficznych, głównie: gnejsów (biotytów), ortognejsów (meta-granitów), erlanów, blasto-mylonitów, łupków metamorficznych. W strukturze geologicznej występują również częściowo domieszki minerałów szlachetnych takich jak np.: staurolit, andaluzyt, granat czy sillimanit.

### Wody
Grzbiet główny (grzebień) góry Pradziad, biegnący od przełęczy Skřítek do przełęczy Červenohorské sedlo oraz dalej do przełęczy Ramzovskiej (cz. Ramzovské sedlo) jest częścią granicy Wielkiego Europejskiego Działu Wodnego, dzielącej zlewiska Morza Bałtyckiego i Morza Czarnego . 
Szczyt wraz ze stokami góry Šumný położony jest na północny wschód od tej granicy, należy więc do zlewni Morza Bałtyckiego, do którego płyną wody m.in. z dorzecza rzeki Odry, będącej przedłużeniem płynących z tej części Wysokiego Jesionika górskich potoków (m.in. płynących w pobliżu góry potoków Javořický potok, Mlýnský potok czy Keprnický potok). Ze stoku wschodniego bierze swój początek potok o nazwie Mlýnský potok oraz ze stoku północno-wschodniego inny nienazwany potok, będące dopływami wspomnianego wcześniej potoku o nazwie Javořický potok . Z uwagi na stosunkowo łagodne nachylenia stoków, w obrębie góry nie występują m.in. wodospady czy kaskady. 

## Ochrona przyrody
Cała góra znajduje się w obrębie wydzielonego obszaru objętego ochroną o nazwie Obszar Chronionego Krajobrazu Jesioniki (cz. Chráněná krajinná oblast (CHKO) Jeseníky), a utworzonego w celu ochrony utworów skalnych, ziemnych i roślinnych oraz rzadkich gatunków zwierząt, ze znajdującym się w nim, na połaci szczytowej góry, rezerwatu przyrody Šumarník oraz graniczącej z tym rezerwatem niewielkiej części narodowego rezerwatu przyrody Šerak-Keprník. Na obszarze góry nie wytyczono żadnych ścieżek dydaktycznych lub nie utworzono innych obiektów nazwanych pomnikami przyrody.

### Rezerwat przyrody Šumárník

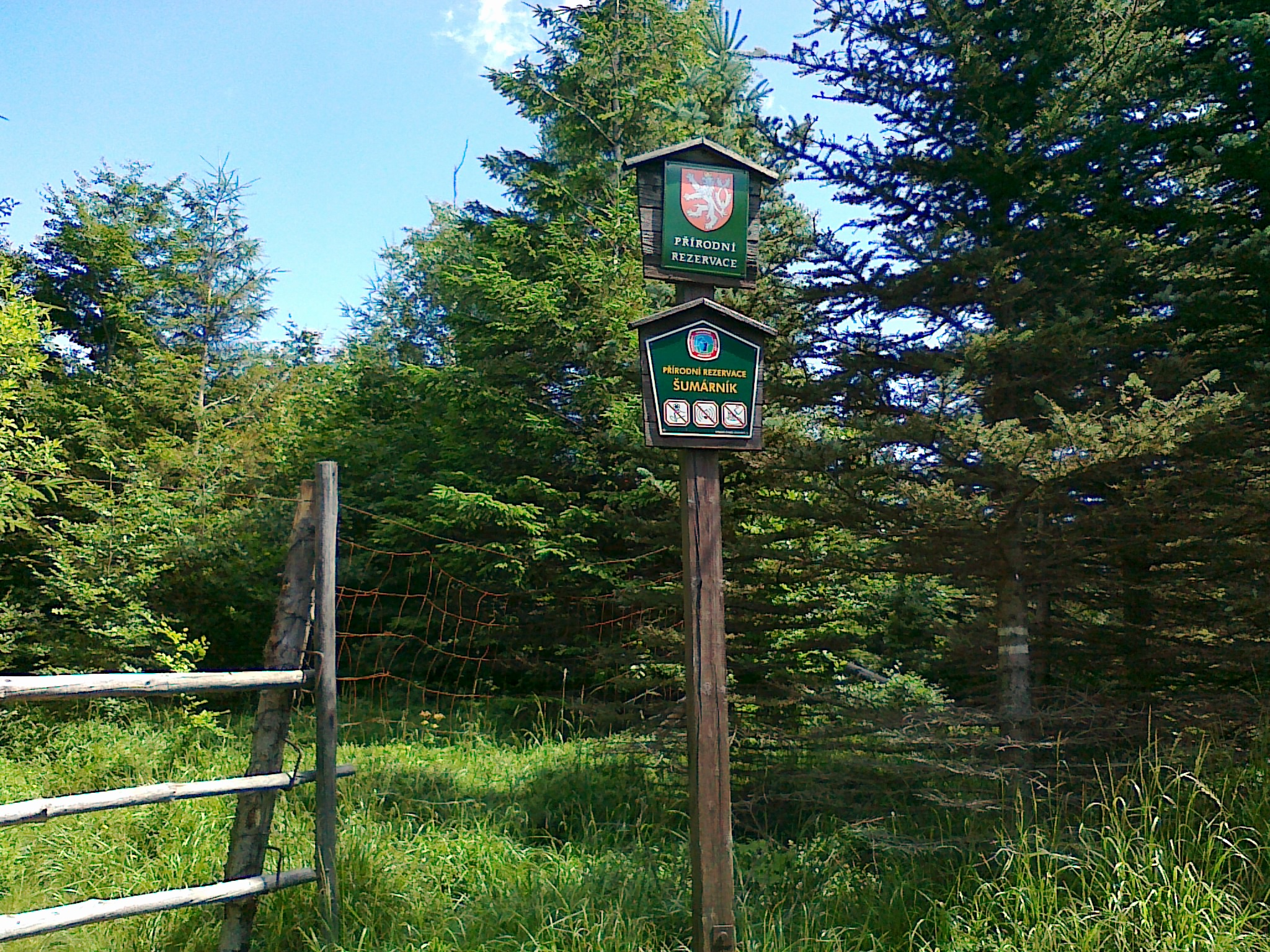
Odgrodzone wejście do rezerwatu przyrody Šumárník (2019 rok)

Rezerwat przyrody Šumárník położony jest na wysokościach (1050–1075) m n.p.m. wokół szczytu i obejmuje swoim zasięgiem skalistą połać szczytową. Jest to obszar o areale 0,75 ha oraz dodatkowo 50 metrowy pas o powierzchni 2,662 ha, otulającej strefy ochronnej (buforowej). Położony jest w odległości około 13,9 km na północny zachód od szczytu najwyższej góry tego pasma Pradziad. Rezerwat został utworzony 6 maja 1998(dts) roku w celu ochrony unikalnego zbiorowiska roślinnego skał, a w szczególności gatunku z gromady wątrobowców: manni skalnej (łac. Mannia triandra), jedynego stanowiska tego gatunku w Czechach.

### Narodowy rezerwat przyrody Šerák-Keprník
Narodowy rezerwat przyrody Šerák-Keprník w odniesieniu do góry Šumný obejmuje niewielki fragment zachodniej części połaci szczytowej, północną część przełęczy w kierunku góry Šerák oraz część stoku północnego góry (mniej więcej od wysokości około 1000 m n.p.m. do chaty Na Šumarníku. Ponadto narodowy rezerwat przyrody Šerák-Keprník obejmuje swoim zasięgiem szczyty lub stoki innych gór, takich jak: Šerák, Keprník, Žalostná, Obří skály, Vozka i Šerák–JZ oraz przełęcze Sedlo pod Keprníkem i Sedlo Trojmezí. Położony jest na wysokościach (852–1423) m n.p.m., ma powierzchnię 794,30 ha (z ochronną strefą buforową nawet 1168,71 ha) oraz został utworzony 31 grudnia 1933(dts) roku w celu ochrony szeregu zachowanych formacji skalnych i glebowych, powstałych w wyniku surowego klimatu epoki lodowcowej, jakimi są: terasy krioplanacyjne, zręby mrozowe i tzw. tufury oraz znajdującej się na ich obszarze flory i fauny. Rezerwat jest udostępniony dla turystów. Biegną w jego obrębie szlaki zarówno turystyczne, jak i szlak rowerowy oraz ścieżka dydaktyczna. Z uwagi jednak na ochronę cennego ekosystemu głębsze penetrowanie rezerwatu nie jest zalecane.

## Turystyka
W obrębie szczytu i stoków nie ma żadnego schroniska turystycznego lub hotelu górskiego. Góra Šumný z uwagi na zamknięcie połaci szczytowej, na której położony jest rezerwat przyrody Šumárník ma ograniczone znaczenie turystyczne. Do najbliższej miejscowości Bělá pod Pradědem z bazą hoteli i pensjonatów jest od szczytu około 4,5 km w kierunku wschodnim. Ponadto do osady Ramzová z bazą pensjonatów jest od szczytu około 4,5 km w kierunku zachodnim, do osady Filipovice z pensjonatami oraz hotelem (cz. Stará pošta) jest od szczytu również około 4,5 km w kierunku południowo-wschodnim, a do bazy turystycznej na przełęczy Červenohorské sedlo z hotelem górskim Červenohorské Sedlo jest od szczytu około 7,3 km w kierunku południowo-wschodnim. Ponadto w odległości około 1,5 km od szczytu w kierunku zachodnim, na stoku góry Šerák znajduje się schronisko turystyczne chata Jiřího. Na stoku tej góry, w odległości około 1,8 km od szczytu góry Šumný, zlokalizowano przy przystanku turystycznym Šerák (lanovka) górną stację kolejki linowej na trasie Ramzová – góra Šerák.
Kluczowym punktem jest skrzyżowanie turystyczne położone w odległości około 1,8 km na południowy wschód od szczytu, o nazwie Výrovka z podaną na tablicy informacyjnej wysokością 715 m, przez które przechodzi jedyny szlak turystyczny, szlak rowerowy oraz trasa narciarstwa biegowego. Ponadto blisko szczytu przy niebieskim szlaku turystycznym  i czerwonym szlaku rowerowym  przy przystanku turystycznym o nazwie Šumarník z podaną na tablicy informacyjnej wysokością 1050 m postawiono wiatę turystyczną.

### Chaty łowieckie
Na połaci szczytowej oraz na stokach góry położone są trzy chaty, ale nie mają one charakteru typowych schronisk turystycznych, a które zalicza się do tzw. chat łowieckich.
| Chaty na górze Šumný |               |                         |                                                              |                                               |
| Lp.                  | Chata         | Odległość od szczytu m  | Lokalizacja                                                  | Współrzędne geograficzne                      |
| 1                    | Mlýnská chata | 1130 na północ          | stok północny, blisko potoku o nazwie Javořický potok        | 50°11′57,2″N 17°07′56,2″E/50,199222 17,132278 |
| 2                    | Na Šumárníku  | 30 na południowy zachód | połać szczytowa góry                                         | 50°11′20,8″N 17°07′42,5″E/50,189111 17,128472 |
| 3                    | Salajka       | 1040 na północny wschód | stok północno-wschodni, blisko potoku o nazwie Mlýnský potok | 50°11′28,2″N 17°08′35,4″E/50,191167 17,143167 |

### Szlaki turystyczne i rowerowe oraz trasy narciarskie
Klub Czeskich Turystów (cz. Klub Českých Turistů) wytyczył jeden szlak turystyczny na trasie:
 Lipová-lázně – góra Sněhulák – góra Strmý – góra Obří skály – góra Šerák – przełęcz Sedlo pod Keprníkem – góra Šumný – góra Točník – Filipovice
U podnóży stoków poprowadzono dwa szlaki rowerowe na trasach:
 Spojená cesta – góra Ztracený vrch – góra Zaječí hora – Šumná–JV – góra Šumná – góra Nad Borovým – dolina potoku Borový potok – Bělá pod Pradědem – góra Žalostná – góra Šumný – przełęcz Sedlo pod Keprníkem – góra Šerák – Mračná hora – góra Černava – Ostružná – Petříkov
 Adolfovice – dolina potoku Javořický potok – przełęcz Sedlo pod Javoříkem – góra Miroslav – góra Šerák – góra Obří skály – góra Černava – Ramzová – góra Klín – góra Klínec – góra Mramorový vrch – góra Kopřivný – góra Oblý vrch – góra Lví hora – góra Smrek – Luční vrch
W okresach ośnieżenia można skorzystać z wytyczonej wzdłuż czerwonego szlaku rowerowego  trasy narciarstwa biegowego. W obrębie góry nie poprowadzono żadnej trasy narciarstwa zjazdowego.